# Umeå högre allmänna läroverk
Umeå högre allmänna läroverk var ett läroverk i Umeå verksamt från 1858 till 1968.

## Historia
Skolan har rötter som trivialskola ända från 1724 och bildade 1858 ett högre elementarläroverk som 1879 namnändrades till Umeå Högre Allmänna Läroverk.
Skolan kommunaliserades 1966 och namnändrades då till Östra gymnasiet (som sedan blivit först Fridhemsgymnasiet, och från 2019 Maja Beskowskolan / Maja Beskowgymnasiet). Studentexamen gavs från 1865 till 1968 och realexamen från 1907 till 1963.
Utöver sin undervisning kom läroverkets lektorer och adjunkter att ha betydelse för framväxten av ett "bildat borgerskap", för ordens- och föreningsväsendet och inom stadens politiska liv. Många höll öppna föreläsningar, skrev artiklar och recensioner i lokalpressen och författade böcker. Ett exempel var Carl Cederblad, åren 1913–1919 adjunkt i matematik och fysik och senare ledande folkbildningspionjär, ett annat Nils Eriksson, lektor i latin från 1936, läroverkets rektor 1950–1963, och tillsammans med hustrun Ingrid Brynolf en tidig förespråkare för högre utbildning i Umeå och för inrättandet av ett vetenskaplig bibliotek i staden.

## Byggnader
Skolan kunde 1860 invigas i en enkel träbyggnad nära Umeå stads kyrka i centrala Umeå. Något mönsterläroverk var det inte, om man får tro Svenska Missionförbundets grundare Peter Paul Waldenström som 1865 tillträdde en lektorstjänst i teologi, grekiska och hebreiska, och då fann lokalerna miserabla och rektorerna odugliga.

### Mimerskolan

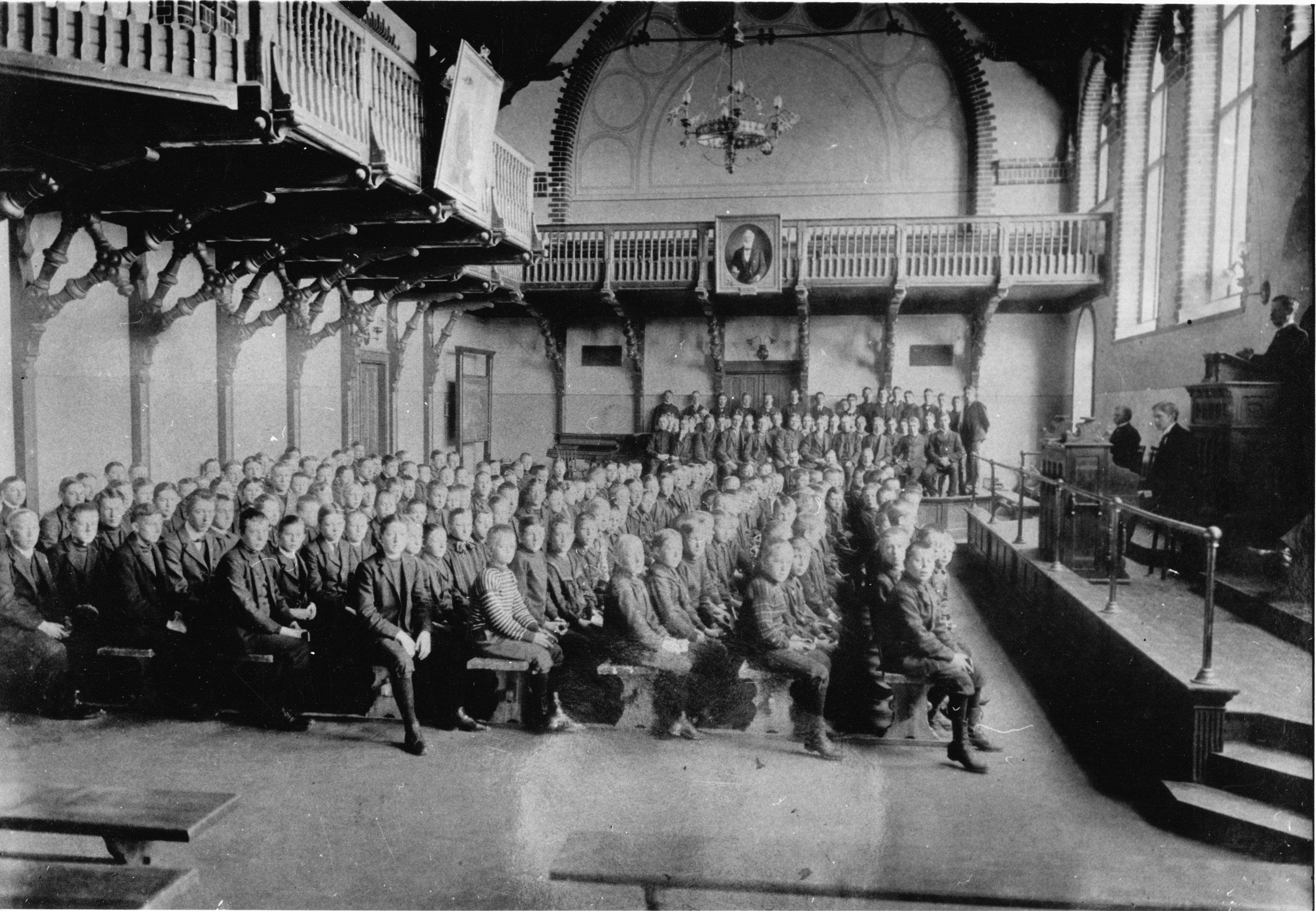
Morgonandakt i Mimerskolans aula (1910).

Planer för nya lokaler med plats för cirka 300 elever började utarbetas långt före stadsbranden 1888, men de hade försenats av kostnadsskäl. Efter branden blev behoven akuta. Läroverkets dåvarande rektor Johan Johansson – 1864 anställd som lektor i grekiska och nu även stadsfullmäktiges ordförande – gav slutligen arkitekten och byggnadsingenjören Johan Nordqvist i Stockholm uppdraget att utforma en ny skolbyggnad. Nordqvist presenterade sina ritningar 1892, men det kom att dröja innan de kunde förverkligas. Först år 1900 invigdes den nya Mimerskolan i kvarteret Mimer mellan Skolgatan – där ett gymnastikhus stått färdigt sedan 1892 – och Kungsgatan, tvärs över Vänortsparken från kyrkan sett.

### Läroverket på Fridhem – Östra gymnasiet
Läroverken var från starten enkönade; före 1927 års skolreform kunde flickor bara ta studenten som privatister eller vid ett fåtal privata läroverk. Umeås befolkning växte också snabbt, från drygt 3 000 invånare vid sekelskiftet till drygt 11 000 år 1930 och mer än 20 000 i slutet av 1940-talet. Parallellt med planerna för en större skola började utbildningssystemet förändras. 1952 utlystes en arkitekttävling i vilken Tore Axén och Bengt Härlin segrade.
1957 flyttade läroverket ut från Mimerskolan i stadens centrum till området Fridhem och lokaler med plats för drygt 1 000 elever.

## Några studenter
Den första studentkullen utexaminerades 1865, då bland andra Harald Hjärne, senare professor i historia och ledamot av Svenska Akademien och blivande filosofiprofessorn Erik Olof Burman tog studenten. 1879 examinerades Jonas Valfrid Lindgren, som skulle bli dialektforskare och åren 1901–1925 var läroverkets rektor, och dessutom ledamot av stadsfullmäktige och landstinget.
1885 var det dags för kompositören Wilhelm Peterson-Berger och Ferdinand Laestadius, som skulle bli seminarieadjunkt och en drivande gestalt i Umeå bildningsliv. Året därpå följdes de av konstnären Helmer Osslund och blivande meteorologiprofessorn Filip Åkerblom.
Något senare (1908) utexaminerades Nils Ahnlund, sedermera historieprofessor och ledamot av Svenska Akademien, och Nils Gustav Rosén, student 1926 och senare generaldirektör för Skolöverstyrelsen 1947–1964 och därefter universitetskansler. Åren 1927–34 läste formgivaren Stig Lindberg vid skolan, bland andra för den krävande teckningsläraren Maja Beskow.